# Drama médico
Un drama médico es un tipo de género de televisión en el cual los acontecimientos se centran sobre un hospital, un personal de ambulancia o cualquier ambiente médico.
En los Estados Unidos, los dramas médicos son de una hora de duración y la mayoría de las veces están ambientados en un hospital. Los dramas médicos más corrientes van más allá de los acontecimientos que pertenecen a los empleos de los personajes y retratan algunos aspectos de sus vidas personales.
El teórico de comunicaciones Marshall McLuhan, con su trabajo de 1964 en la naturaleza de medios de comunicación, predijo un éxito grande de este género particular por la TV, porque tal medio "crea una obsesión con el bienestar corporal".

## Historia
Dr. Kildare, puesto al aire en 1961, generalmente se considera como el primer drama médico. La serie fue un éxito, y pronto dramas médicos eran un fenómeno común. Dr. Finlay's Casebook (1962-1971) de la BBC es un ejemplo de otra variante común del género en que una práctica médica es usada como un foco para historias que detallan la vida de una comunidad. A partir de 1969 hasta 1976, la serie Marcus Welby, M.D. y Medical Center eran sumamente populares para su modo de presentar casos médicos. En 1972, el primer episodio de M*A*S*H; el tono del espectáculo era generalmente comedia, pero momentos oscuros, conmovedores emanando de la muerte causada por la guerra no eran raros. Esta tendencia de comedia con las corrientes submarinas de oscuridad en programas de televisión médicos también puede ser vista en Doogie Howser, M.D. y Scrubs. En 1972,  se estrenó la serie de televisión estadounidense serie de televisión de Universal Studios, que combina la sala de emergencia de un hospital en el Condado de Los Ángeles con una estación de bomberos. Otra serie que se realizó en la sala de emergencia de un hospital, fue la serie de televisión estadounidense ER (serie de televisión), de los Estudios Warner Bros., que duró 15 temporadas de 1994-95 al 2008-09. 
Latinoamérica también ha realizado sus propios dramas médicos, entre historias originales como las telenovelas Médicos, línea de vida y Enfermeras, de México y Colombia respectivamente, o la peruana Clave uno: Médicos en alerta y otro grupo de adaptaciones de dramas extranjeros, entre los que se destacan Sala de urgencias (adaptación colombiana de ER) y A corazón abierto (adaptación de Grey's Anatomy que tuvo versiones en Colombia y México). 

### Principales series
- Emergency!
- ER [pronunciado /í-ar/], del inglés "Emergency Room" (Urgencias en España, ER, Emergencias en Argentina  para las emisiones en la cadena Telefe, y Sala de Urgencias en Hispanoamérica)
- Chicago Hope
- Private Practice (Sin cita previa en España y Addison en Hispanoamérica)
- The Resident
- This Is Going to Hurt - Esto te va a doler (Serie de TV)
- New Amsterdam (serie de televisión)
- Grey's Anatomy
- House M. D.
- Scrubs
- The Good Doctor
- Chicago Med
- The Knick
- MASH (serie de televisión)
- Doctor en Alaska
- St. Elsewhere (En España como Hospital (A cor obert, en Cataluña), y en Hispanoamérica como Hospital St. Eligius)
- Hart of Dixie (titulada Doctora en Alabama en España y En el corazón del sur en Hispanoamérica)
- Nurse Jackie (La enfermera Jackie)
- Nip/Tuck (también conocida como Cortes y Puntadas en Hispanoamérica)
- Doc (serie de televisión)
- Doogie Howser, M.D. (Doogie Howser en Hispanoamérica, El Doctorcito en Venezuela, Un médico precoz en España)
- General Hospital (abreviado GH) (en español: Hospital General)
- A Young Doctor's Notebookaka - Diario de un joven doctor (Serie de TV)
- C.L.A. No somos ángeles
- Centro médico (serie de televisión de España)
- Doctor Mateo
- Frágiles (serie de televisión)
- Las enfermeras
- Médico de familia (serie de televisión)
- El síndrome de Ulises (serie de televisión)
- Tiempos de guerra
- Pulseras rojas
- Besos al aire (serie de televisión)
- Historia clínica (serie de televisión)
- Doc (serie de televisión de 2020)
- Diario de una doctora
- Hospital Central (serie de televisión)
- MIR (serie de televisión)
- Hospital Valle Norte
- Respira (serie de televisión)